# Ішіґакі (Окінава)
Ішіґа́кі (яп. 石垣市, МФА: [iɕigakʲi ɕi̥]) — місто в Японії, в префектурі Окінава. Розташоване в південно-заходній частині префектури, на острові Ішіґакі та островах Сенкаку. Політично-економічний центр островів Яеяма. Виникло на основі середньовічних рибальських поселень, що належали Рюкюській державі. В ранньому часі тимчасово знелюдніло через депортацію мешканців до центрального Рюкю. 1926 року отримало статус містечка. Протягом 1945–1972 років перебувало під окупацією США. Отримало статус міста 1947 року. Площа становить 229,00 км². Станом на 1 липня 2012 року населення складало 47 044 осіб, густота населення — 205 осіб/км². Основою економіки є сільське господарство: скотарство, вирощування ананасів і цукрової тростини, рибальство. Традиційні ремесла — вилов чорних перлів та виготовлення бавовняних тканин.

## Клімат
Місто знаходиться у зоні, котра характеризується вологим субтропічним кліматом. Найтепліший місяць — липень із середньою температурою 29.4 °C (85 °F). Найхолодніший місяць — січень, із середньою температурою 18.3 °С (65 °F).
| Клімат Ісіґакі          | Клімат Ісіґакі | Клімат Ісіґакі | Клімат Ісіґакі | Клімат Ісіґакі | Клімат Ісіґакі | Клімат Ісіґакі | Клімат Ісіґакі | Клімат Ісіґакі | Клімат Ісіґакі | Клімат Ісіґакі | Клімат Ісіґакі | Клімат Ісіґакі | Клімат Ісіґакі |
| Показник                | Січ.           | Лют.           | Бер.           | Квіт.          | Трав.          | Черв.          | Лип.           | Серп.          | Вер.           | Жовт.          | Лист.          | Груд.          | Рік            |
| Абсолютний максимум, °C | 27             | 26             | 28             | 30             | 31             | 32             | 34             | 35             | 32             | 31             | 30             | 27             | 35             |
| Середній максимум, °C   | 20             | 21             | 22             | 25             | 27             | 30             | 31             | 31             | 30             | 28             | 25             | 21             | 26             |
| Середня температура, °C | 18             | 18             | 20             | 23             | 26             | 27             | 29             | 28             | 27             | 26             | 22             | 20             | 24             |
| Середній мінімум, °C    | 16             | 16             | 18             | 21             | 23             | 26             | 27             | 26             | 25             | 23             | 20             | 17             | 21             |
| Абсолютний мінімум, °C  | 8              | 8              | 7              | 12             | 17             | 18             | 22             | 21             | 21             | 17             | 11             | 8              | 7              |
| Норма опадів, мм        | 130            | 110            | 130            | 140            | 220            | 210            | 180            | 220            | 230            | 180            | 170            | 150            | 2150           |
| ----------------------- | -------------- | -------------- | -------------- | -------------- | -------------- | -------------- | -------------- | -------------- | -------------- | -------------- | -------------- | -------------- | -------------- |
| Джерело: Weatherbase    |                |                |                |                |                |                |                |                |                |                |                |                |                |

## Історія
Протягом 1429–1871 років територія майбутнього міста входила до складу Рюкюської держави. 1871 року остання була перетворена на японський автономний уділ Рюкю. 1879 року цей уділ анексувала Японська імперія, яка перетворила його на префектуру Окінава.
Ішіґакі отримало статус міста 10 липня 1947 року.